# Higher Love (canción de Steve Winwood)
«Higher Love» es una canción de 1986 del cantante inglés Steve Winwood.  Fue el primer sencillo lanzado de su cuarto LP en solitario, Back in the High Life (1986). Fue escrito por Winwood y Will Jennings y producido por Russ Titelman y Winwood. Las voces de fondo fueron realizadas por Chaka Khan, quien también apareció en el vídeo musical.
«Higher Love» fue la primera canción número uno del Billboard Hot 100 de Winwood, encabezando la lista durante una semana a partir del 30 de agosto de 1986. «Higher Love» también estuvo cuatro semanas en la cima de la lista Billboard Album Rock Tracks de EE. UU. y obtuvo dos premios Grammy, por Grabación del año y Mejor interpretación vocal pop masculina. También alcanzó el puesto 13 en el Reino Unido, la entrada en solitario más alta de Winwood allí, y alcanzó el número uno en Canadá durante una semana.
Whitney Houston cubrió la canción en 1990 y se incluyó como pista extra en la edición japonesa de su tercer álbum de estudio I'm Your Baby Tonight. En 2016, Winwood hizo una versión con su hija Lilly Winwood, realizando un dueto para un comercial de Hershey.  El DJ noruego Kygo reelaboró la versión de Houston en una canción de house tropical en 2019, que se lanzó como sencillo en todo el mundo  y alcanzó el número uno en la lista Dance Club Songs de la revista Billboard, lo que lo convierte en el lanzamiento póstumo de Houston con las listas más altas hasta la fecha.

## Antecedentes
El ingeniero musical Tom Lord-Alge había sugerido mover uno de los rellenos de batería improvisados de John 'JR' Robinson al comienzo de «Higher Love», asignando un desplazamiento de tiempo a una de las dos máquinas de cinta de modo que primero tocaran el relleno de batería y luego. por la canción que va siguiendo el ritmo.  Titelman quedó contento con el resultado y decidió abrir el álbum con este relleno de batería. JR utilizó una técnica de rimshot latino en la parte superior de su clásica caja Ludwig Black Beauty de latón sin costuras, sin silenciador y con los cables de la caja desconectados, para emular el sonido de un timbal. Dijo: "es una de las mejores introducciones de batería que he tocado". 
El productor Russ Titelman recordó que JR tocó el relleno Ad libitum mientras su amigo Chaka Khan se preparaba para cantar sus coros en «Higher Love», lo que provocó que Khan exclamara: "¿Qué es esa mierda? ¡Suena como una mierda vudú!".  Tom Lord-Alge estuvo de acuerdo en que el relleno de batería se tocó como una broma después de que JR completara sus sobregrabaciones de batería para «Higher Love». Tom dijo: "Fue uno de esos felices accidentes, y sucedió porque Chris (su hermano, ingeniero de sonido) siempre me enseñó que si la cinta está rodando y hay un músico en el estudio, asegúrese de que la máquina de cinta esté grabando!". 

## Video musical
El vídeo musical de la canción fue el primero de Winwood. Utiliza la versión individual más corta y fue filmada en junio de 1986 por los directores Peter Kagan y Paula Greif. Kagan y Greif grabaron un vídeo casi idéntico para «Notorious» de Duran Duran en noviembre de ese año; Casualmente, ambos videos fueron nominados a varios premios en los MTV Video Music Awards de 1987, aunque ninguno ganó.  Chaka Khan aparece en el vídeo, al igual que Nile Rodgers, que toca la guitarra con la banda de acompañamiento.

## Lista de sencillos
- 7 pulgadas: Islandia / IS 288: Reino Unido

1. «Higher Love» – 4:14
2. «And I Go» – 4:12

- 7 pulgadas: Islandia / 7-28710: Estados Unidos

1. «Higher Love» – 4:14
2. «And I Go» – 4:12

- 12 pulgadas: Islandia / 12 IS 288: Reino Unido

1. «Higher Love (Remix)» – 7:45
2. «Higher Love (Instrumental)» – 6:05
3. «And I Go» – 4:12

Las pistas uno y dos remezcladas por Tom Lord-Alge
- 12 pulgadas: Islandia / PRO-A-2507: Estados Unidos

1. «Higher Love (Edit)» – 4:08
2. «Higher Love (Versión LP)» – 5:45

## Personal
- Steve Winwood – voz principal y coros, sintetizador, programación de secuenciador y programación Oberheim DMX
- Chaka Khan – coros
- Nile Rodgers – guitarra rítmica
- Robbie Kilgore – programación de sintetizadores y secuenciadores
- Andrew Thomas – programación del sintetizador PPG Waveterm
- David Frank – trompetas de sintetizador y arreglo de trompetas de sintetizador
- Philippe Saisse – bajo sintetizador
- Eddie Martínez – guitarra solista
- John Robinson – batería
- Jimmy Bralower – Programación Oberheim DMX
- Carole Steele – congas, pandereta

## Gráficos

### Rendimiento semanal
| Listas (1986–1987)                  | Mejor posición |
| ----------------------------------- | -------------- |
| Australia (Kent Music Report)       | 8              |
| Bélgica (Flandes) (Ultratop 50)     | 31             |
| Europe (European Hot 100 Singles)   | 19             |
| Finland (Suomen virallinen lista)   | 13             |
| Irlanda (IRMA)                      | 11             |
| Países Bajos (Dutch Top 40)         | 24             |
| Países Bajos (Mega Single Top 100)  | 26             |
| Nueva Zelanda (Recorded Music NZ)   | 11             |
| South Africa (Springbok Radio)      | 17             |
| Reino Unido (UK Singles Chart)      | 13             |
| Estados Unidos (Billboard Hot 100)  | 1              |
| Estados Unidos (Adult Contemporary) | 7              |
| Estados Unidos (Mainstream Rock)    | 1              |

### Rendimiento anual
| Listas (1986)                 | Posición |
| ----------------------------- | -------- |
| Australia (Kent Music Report) | 68       |
| Canada Top Singles (RPM)      | 35       |
| US Billboard Hot 100          | 20       |

## Certificaciones
| País        | Organismo certificador | Certificación | Ventas certificadas | Ref.   |
| ----------- | ---------------------- | ------------- | ------------------- | ------ |
| Reino Unido | BPI                    | Oro           | 400 000             | [ 25 ] |